# Lapeirousia spinosa
Lapeirousia spinosa är en irisväxtart som först beskrevs av Peter Goldblatt, och fick sitt nu gällande namn av Peter Goldblatt och John Charles Manning. Lapeirousia spinosa ingår i släktet Lapeirousia och familjen irisväxter. Inga underarter finns listade i Catalogue of Life.